# Puerta de Felipe IV

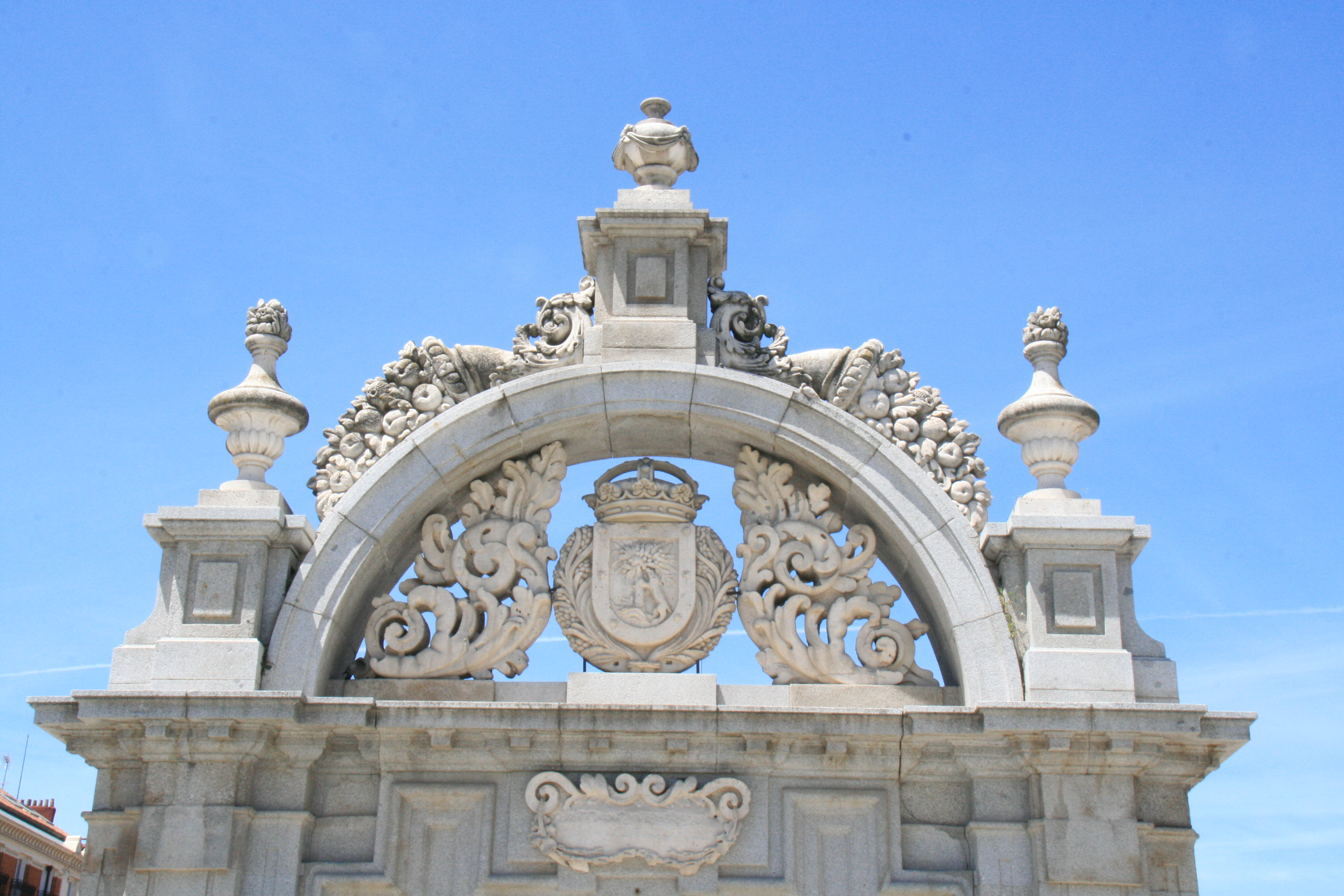
Cabecera de la puerta

La puerta de Felipe IV o de Mariana de Neoburgo, de los Jardines del Buen Retiro de Madrid (España), constituye la entrada a los mismos por la calle de Alfonso XII, y está situada frente al Casón del Buen Retiro.

## Características
La puerta fue levantada en 1680 como arco de triunfo de María Luisa de Orleáns, primera esposa de Carlos II, que llegó a Madrid el 13 de enero. En 1690 volvió a ser utilizada como entrada triunfal, esta vez en honor de Mariana de Neoburgo, segunda esposa del monarca, motivo por el cual un año antes fue cambiada la inscripción conmemorativa del dintel, con una leyenda alusiva a la nueva reina, que es la que ha llegado a nuestros días. La inscripción reza: "Egre dehe Maria Ana tui soi aconcorcui utarcu et colosos quot nume genia erigis elogia ave et fave 1690" 
La puerta es de estilo barroco, fue realizada por el arquitecto Melchor de Bueras y financiada por el Ayuntamiento de Madrid. Originariamente se encontraba en la Carrera de San Jerónimo, en el sitio de la actual Plaza de Cánovas del Castillo, ya que por entonces y hasta mitad del siglo XIX hasta allí se extendía el Real Sitio del Buen Retiro.
Está labrada en piedra de Tamajón, con adornos escultóricos de Pedro de Landa. En 1690 se añadieron las esculturas que decoran los laterales del arco, una del dios Marte y la otra de Penélope,[cita requerida] así como una Fortuna (hoy desaparecida) en el trasdós del arco, obra de Pedro Mentinoves, destinada a la entrada de Mariana de Neoburgo.
En 1857 se trasladó a la bajada de los Jerónimos y finalmente en 1922, el arquitecto municipal, Luis Bellido, dirigió la adaptación y colocación de la puerta en su ubicación actual.